# Eréndira (película)
Eréndira es una película de drama de 1983 dirigida por Ruy Guerra. El guion de la película fue escrito por Gabriel García Márquez. El guion original de hecho precedido por su novela La increíble y triste historia de la cándida Eréndira y de su abuela desalmada publicado en 1972.  Los personajes de Eréndira y su abuela ya habían aparecido brevemente en su libro Cien años de soledad (1967). García Márquez volvió a crear el guion de memoria (el original se perdió) para la película de Guerra. Guerra incorporó elementos de otra historia de García Márquez (Muerte constante más allá del amor) para cumplir con la narrativa necesaria en la subtrama del senador Onésimo Sánchez. 
La película fue una coproducción internacional con participación de México, Francia y Alemania Occidental. Se rodó en español en locaciones de San Luis Potosí, Veracruz, Zacatecas y en estudios filmicos de México. El filme entró en el Festival de Cannes 1983 y fue seleccionado como la entrada de México a la Mejor Película Extranjera en los Oscar 56.ª, pero no fue aceptado como candidata.

## Argumento
Eréndira, una adolescente, vive con su abuela excéntrica en una gran casa sombría en una región azotada por el viento del desierto. Explotada por su abuela, Eréndira tiene que trabajar todo el día haciendo las tareas de la casa, hasta que se duerme caminando por agotamiento. La abuela sin corazón vive en su propio mundo, hablando sola y llorando incontrolablemente con canciones francesas sentimentales. Un día Eréndira, cansada de todo el trabajo, se cae de sueño sin apagar las velas. Las cortinas se incendian accidentalmente y quema la casa hasta los cimientos.
Después de haber calculado la deuda que Eréndira debe por la destrucción de su hogar y sus pertenencias, la abuela decide que la única forma en que la niña sería capaz de devolver dicha cantidad es prostituyéndose. Eréndira se somete a su destino sin protestar y la abuela no pierde el tiempo y comercia con la virginidad de Eréndira a un comerciante local por 250 pesos y tres días de disposiciones para su viaje. Cuando Eréndira resiste, el hombre la golpea y la viola.
Eréndira y su abuela posteriormente viajan a través del desierto, mientras que la joven vende su cuerpo a innumerables hombres - campesinos, indígenas, trabajadores humildes, los soldados y los contrabandistas que pueblan la región.

## Personajes
- La abuela
- Eréndira
- Senador Onésimo Sánchez
- Ulises
- El fotógrafo
- La madre de Ulises
- El tendero
- El padre de Ulises
- Carlos Cardán como contrabandista
- Amadís "Papá de Eréndira"
- El comandante
- El cartero
- El conductor del camión
- como Escort
- titiritero